# Limosina parafungicola
Limosina parafungicola är en tvåvingeart som beskrevs av Papp 1974. Limosina parafungicola ingår i släktet Limosina och familjen hoppflugor. Inga underarter finns listade i Catalogue of Life.